# 구글 플레이 북

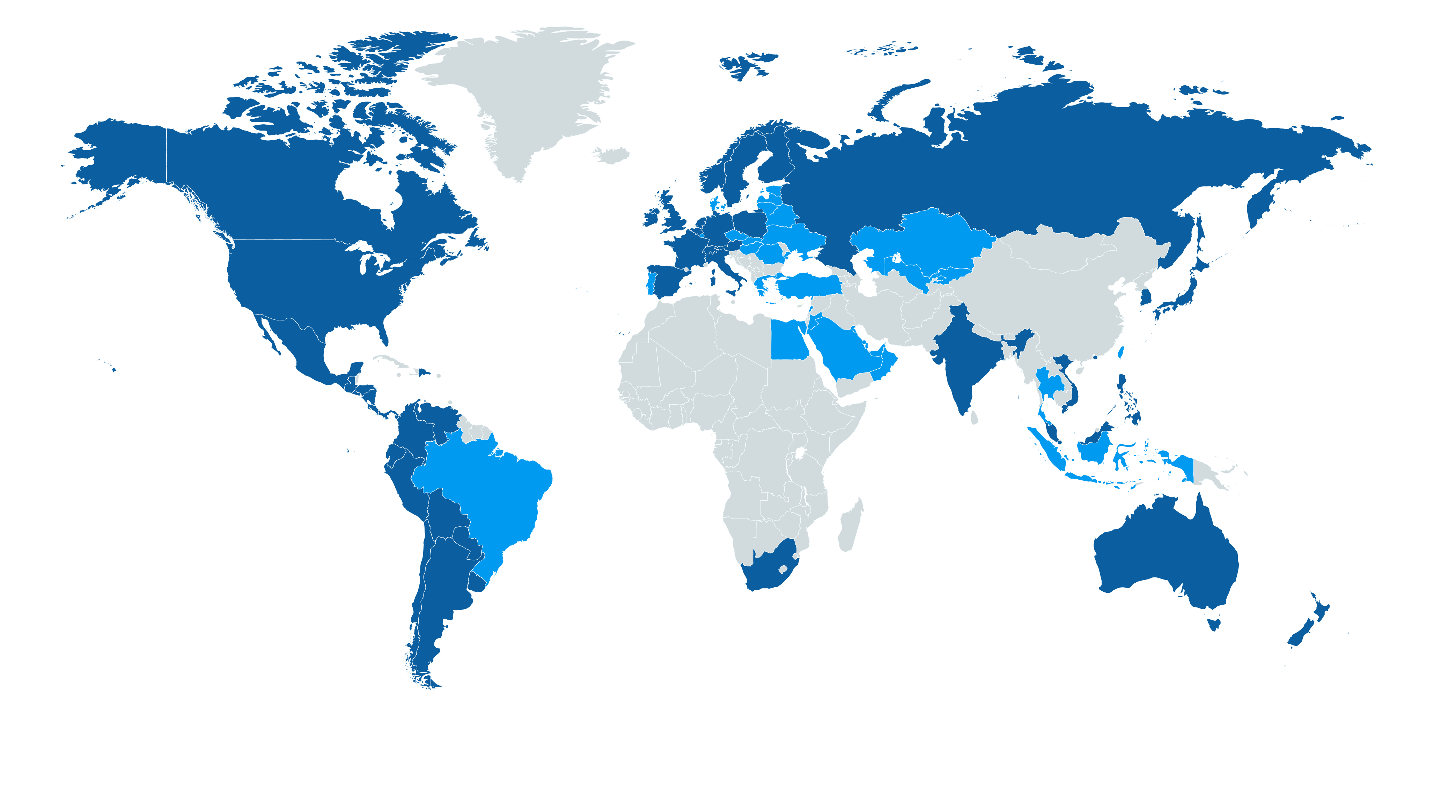
이용 가능 국가

구글 플레이 북(Google Play Books, 이전 명칭: 구글 이북/Google eBooks)은 구글 플레이 제품 계열의 일부로서 구글이 운영하는 전자책 디지털 배급 서비스이다. 사용자는 500만 타이틀 이상을 제공하는 구글 플레이로부터 전자책과 오디오북을 구매하고 다운로드할 수 있으며, 구글은 "세계 최대의 전자책 컬렉션"으로 주장한다. 구글 플레이 웹사이트의 전용 책 부문 또는 안드로이드 및 iOS용 모바일 앱에서, 어도비 디지털 에디션 지원을 제공하는 선별 전자책 단말기 이용을 통해서, 웹 브라우저 및 구글 홈을 통해 책을 읽을 수 있다. 또, 사용자는 PDF나 EPUB 파일 포맷으로 최대 2,000개의 전자책을 업로드할 수도 있다. 구글 플레이 북은 75개국에서 이용이 가능하다.
구글 플레이 북은 2010년 12월 런칭하였으며 리셀러 프로그램을 통해 독립 책 판매자들이 자신들의 웹사이트에서 판매 수익 중 일부분에 대해 구글 전자책을 판매할 수 있게 하였다. 2011년 6월 제휴 프로그램을 런칭하여 웹사이트 소유자들이 당시 명칭이었던 구글 이북스토어에 판매 시 수수료를 가져갈 수 있게 하였다. 그러나 리셀러 프로그램은 구글이 자사가 희망한대로 견인력이 충분치 않았고 독자나 책 판매사들 다수의 필요를 충족하지 못했다는 이유로 2012년 4월 종료되었다. 2012년 2월 제휴 프로그램의 신규 가입이 종료되었다.
플레이 북 스토어가 저작권 침해 콘텐츠를 너무 많이 보유한다는 지적이 일자 구글은 2015년 퍼블리셔 프로그램에 신규 가입을 중단시켰다. 2018년 들어 프로그램이 재개되었고 스토어에 이미 다른 책으로부터 복사한 방대한 문구가 포함되어 있는 서적을 거절하는 자동화된 프로세스가 도입되었다.

## 역사
구글 플레이 북의 역사는 구글 플레이 브랜드가 현존하기 전 구글이 제공한 구글 이북 서비스로 거슬러 올라간다. 구글 이북스토어는 2010년 12월 6일 런칭하였고 300만 이상의 타이틀을 이용할 수 있었으며 세계 최대의 전자책 컬렉션이 되었다.